# الیوسیلح
العسیلة یک منطقهٔ مسکونی در عربستان سعودی است که در استان جازان واقع شده‌است.